# Kit Carson Peak

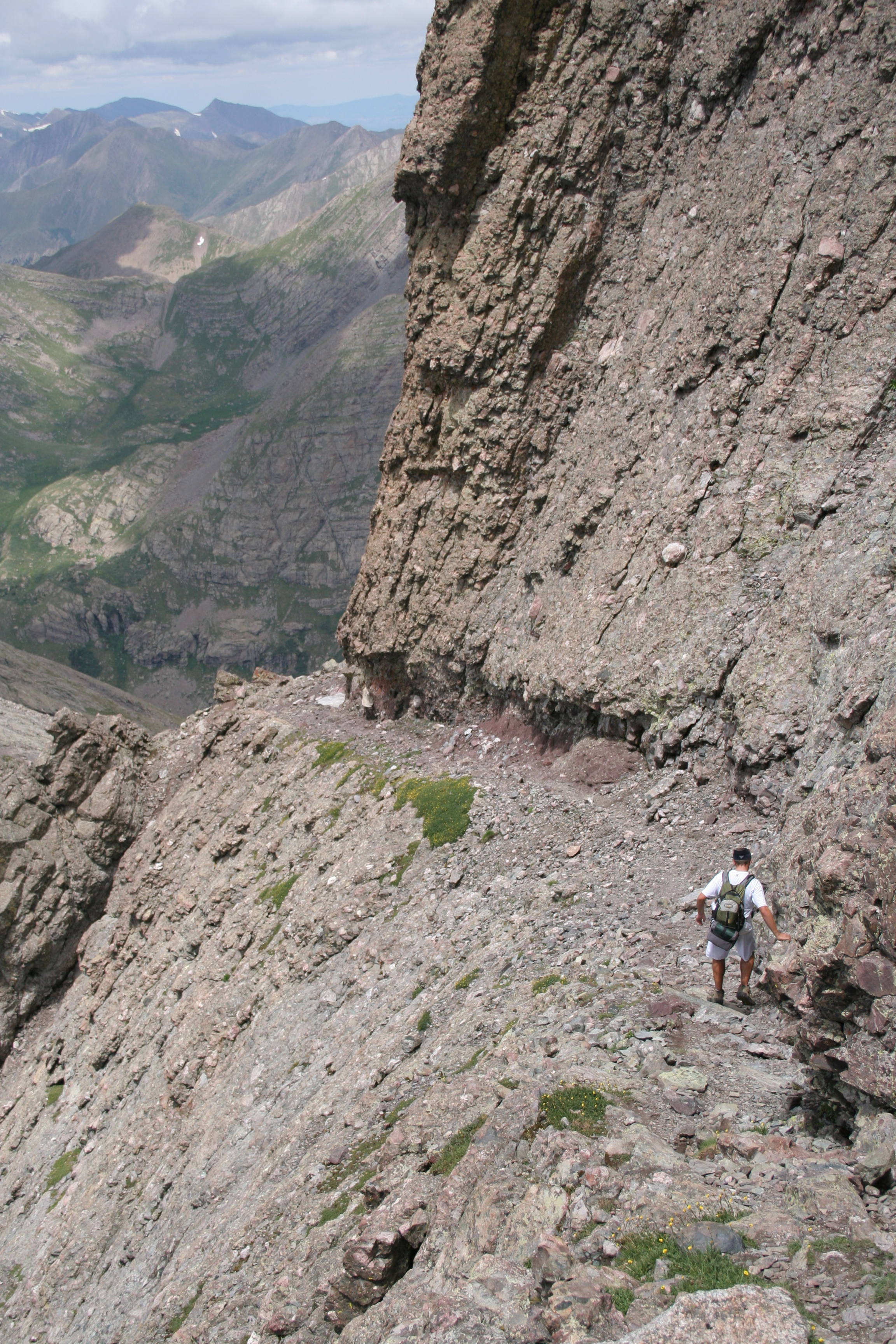
Turysta na Kit Carson Avenue

Kit Carson Mountain lub Kit Carson Peak, jest jednym z 51 „czterotysięczników” w stanie Kolorado i wchodzi w skład pasma górskiego Sangre de Cristo w pobliżu szczytów Crestone Peak i Crestone Needle. Swoją nazwę zawdzięcza XIX-wiecznemu traperowi i przewodnikowi Christopherowi „Kit” Carsonowi. W przeszłości większość masywu była własnością prywatną, częścią farmy hodowlanej „Baca Ranch”, ale w roku 2004 władze wykupiły od właścicieli całą posiadłość z zamiarem poszerzenia pobliskiego Parku Narodowego Great Sand Dunes.
Jedna z najpopularniejszych dróg wspinaczkowych na szczyt Kit Carson Mountain wiedzie od zachodniej strony masywy i zaczyna się na końcu szlaku turystycznego Willow Creek na wysokości 2713 m. Ta droga (istnieje kilka wariantów) prowadzi wpierw na Challenger Point, nazwany tak dla upamiętnienia załogi wahadłowca Challenger, położony nieco na zachód od Kit Carson. Podczas pokonywania siodła pomiędzy Challenger Point a Kit Carson wspinacze przecinają wyciętą w ścianie ścieżkę zwaną zazwyczaj 'Kit Carson Avenue'.  
Kit Carson może być również osiągnięty od wschodnich stoków Sangre de Cristos poprzez szlak wiodący z South Colony Lakes (obecnie nieutwardzona, ale dostępna dla pojazdów 4WD, droga ułatwia osiągnięcie dość wysoko położonych punktów wyjściowych; droga ta jednakże ma być w bliskiej przyszłości zamknięta). Początkowo droga pokrywa się z tą, która prowadzi ku szczytowi Humboldt Peak, a następnie trawersuje grań i płaskowyż w kierunku Kit Carson. Po drodze trzeba wspiąć się na turnię o nazwie Columbia Point, nazwaną tak dla upamiętnienia załogi wahadłowca Columbia (nieformalnie określaną jako Kat Carson).
Wspinaczka na Kit Carson bywa niebezpieczna, bowiem teren jest bardzo poszarpany, co czasami prowadzi do zmylenia wspinaczy. Ostatni wypadek śmiertelny z tej przyczyny miał miejsce w lecie 2006 roku.
Kit Carson nie ma lodowców, ale w szczelinach po północnej stronie szczytu można natrafić na pola firnowe prawie nigdy nie topniejące, nawet w najgorętsze lata (jak np. w 2002 i 2006 roku).
W okresie letnim Kit Carson i inne okoliczne szczyty są częstym celem cyklicznych burz dziennych, których przebieg jest zazwyczaj bardzo gwałtowny, choć krótkotrwały; powtarzające się wyładowania elektryczne zabiły ostatnio wspinaczy w roku 2003.